# Hezly Rivera
Hezly Rivera, detta Hez (Hackensack, 4 giugno 2008), è una ginnasta statunitense, campionessa olimpica con la squadra alle Olimpiadi di Parigi 2024 e più giovane atleta dell'intera delegazione statunitense.

## Biografia
Nata a Hackensack, New Jersey, seconda figlia di Heidy Ruiz e Henry Rivera, un ingegnere originario della Repubblica Dominicana. Ha iniziato a praticare ginnastica artistica nel 2013, dopo aver partecipato alla festa di compleanno di un amico tenutasi in una palestra.
Dopo essersi iniziata ad allenare con Maggie Haney, nel 2020 la famiglia di Rivera si è trasferita in Texas per poterla farla allenare con Valeri Liukin.

## Carriera

### Giovanili
Rivera gareggiò alla Winter Cup 2022, dove si è classificata terza nella classifica generale. Di conseguenza, è stata selezionata per competere alla DTB Pokal Team Challenge, aiutando gli Stati Uniti a vincere l'oro.
A luglio partecipò allo U.S. Classic, arrivando seconda nella classifica generale dietro Jayla Hang, vincendo l'oro alla trave, l'argento al corpo libero e quarta al volteggio. Il mese successivo prese parte ai Campionati Nazionali, piazzandosi sesta nella classifica generale.
Nel 2023 vinse la competizione generale della Winter Cup, spiccando nella trave di equilibrio e negli esercizi a terra, venendo convocata nella squadra statunitense in preparazione per i Campionati del mondo juniores, dove ha conquistato un argento nel corpo libero dietro all'italiana Giulia Perotti e ha aiutato la squadra a classificarsi in seconda posizione generale, nonostante una sua caduta nell'eseguire un esercizio al volteggio abbia causato la conquista di un punteggio di 0 nello stesso.

### Senior
Nel 2024, a soli 16 anni, diventa eleggibile per le competizioni di livello senior. Dopo il suo debutto stagionale alla Winter Cup 2024, chiusa sul gradino più basso del podio, ha partecipato al Trofeo Città di Jesolo, dove ha aiutato gli Stati Uniti a vincere il bronzo, dietro Italia e Brasile, mentre ai Campionati Nazionali mise a referto un sesto posto nella classifica generale. In virtù di queste prestazioni, ha avuto la possibilità di partecipare ai Trials per le Olimpiadi.
Qui raggiunge il quinto posto generale, tra cui il primo alla trave, strappando l'ultimo posto per essere selezionata a rappresentare gli Stati Uniti alle Olimpiadi estive del 2024 insieme a Simone Biles, Jade Carey, Jordan Chiles e Sunisa Lee, diventando la più giovane atleta americana a prendere parte alla competizione.
Durante il turno di qualificazione, ha gareggiato alle parallele asimmetriche, mentre non ha gareggiato durante la finale a squadre, vincendo comunque l'oro grazie alle prestazioni delle compagne.